# Конь-Гора
Конь-Гора — деревня в Усть-Кубинском районе Вологодской области.
Входит в состав Богородского сельского поселения, с точки зрения административно-территориального деления — в Богородский сельсовет.
Расстояние по автодороге до районного центра Устья — 62 км, до центра муниципального образования Богородского — 12,5 км. Ближайшие населённые пункты — Малаховская, Подол, Заречье.
По переписи 2002 года население — 1 человек.